# Tajset
Tajset (oroszul: Тайшет) város Kelet-Szibériában, Oroszország Irkutszki területén, a Tajseti járás székhelye.
Lakossága: 35 485 fő (a 2010. évi népszámláláskor).

## Elhelyezkedése
Az Irkutszki terület nyugati részén, Irkutszk területi székhelytől 680 km-re északnyugatra, a Birjusza jobb parti völgyében, két kis jobb oldali mellékfolyó (Tajsetka és Akulsetka) között helyezkedik el, a Birjuszinszki-plató délnyugati részén. 
A város erdőkkel fedett, sík vidéken, kb. 300 m tengerszint feletti magasságban épült. Délebbre kezdődnek a Keleti-Szajánok előterének dombjai.
Fontos vasúti csomópont a transzszibériai vasútvonalon, négy irányú vasúti fővonalak találkozási pontja. A transzszibériai vasútvonal nyugat–keleti iránya itt megtörik és délkelet felé (Irkutszk) folytatódik. Innen indul ki kelet felé a Léna partjához vezető vasúti fővonal (melyet gyakran a Bajkál–Amur-vasútvonal részének tartanak); a délnyugati irányú Tajset–Abakan vonal pedig Hakaszfölddel és a Kuznyecki-medence ipari övezetével teremt vasúti összeköttetést. A város mellett vezet a Krasznojarszk–Irkutszk M-53 jelű országos jelentőségű autóút. Tajset a kiindulópontja a Kelet-Szibéria–Csendes-óceán kőolajvezetéknek.

### Éghajlata
A levegő évi középhőmérséklete: –0,5 °C. A januári középhőmérséklet –19,4 °C, a júliusi 18,5 °C. A csapadék mennyisége éves átlagban 475 mm; a legtöbb csapadék (az éves mennyiség fele) május és augusztus között érkezik. A fagymentes időszak átlagosan 96 napig tart. Sok éves átlagban az első fagyos nap szeptember 8., az utolsó június 3.

## Története
Története nagy mértékben a vasútépítéssel függ össze. A transzszibériai vasútvonal építésekor, 1897 tavaszán kis településként jött létre, ősszel vasútállomás lett, 1904-ben megépült a mozdony depo. A nyugati országrészből áttelepülő (vagy áttelepített) parasztok az állomás környékén erdőirtást végeztek, földet műveltek. Az akkor még hajózható Birjusza folyó közelsége és a vasút révén a település gyors fejlődésnek indult; 1910-ben kisebb közigazgatási egység (voloszty) székhelye, 1937-ben pedig városi jellegű település és a Tajseti járás székhelye lett. 1938-ban kapott városi rangot.
A szovjet korszakban, az 1930-as évek elejétől az 1950-es évek végéig száműzetés és kényszermunka-táborok helyszíne, irányító központja volt. Előbb a kollektivizálás idején az ún. „kuláktalanítási” kampány számos áldozata került ide és innen a környék „speciális” munkatelepeire, később érkeztek a Gulag elítéltjeinek sok ezres csoportjai.

### Vasútépítés az 1940-es, 1950-es években
Tajset vasútállomásán a Bajkál–Amur-vasútvonal (BAM) 40. évfordulójára 2014-ben emlékkövet avattak. Felirata szerint a BAM Tajsetben kezdődik. (Aif.ru, 2014-07-14) Országosan is 2014 júliusában ünnepelték a BAM építésének kezdetét. Csakhogy 1974-ben a Tajsetből Bratszkon át a Léna-parti Uszty-Kutig tartó vasútvonal már legalább 20 éve üzemelt, története pedig jóval korábban kezdődött.
A transzszibériai vasútvonaltól az Angara partjáig, a mai Bratszkig terjedő kb. 350 km-es vonalszakaszt 1938-ban Tajsetben, a Gulag szervezeti keretében és kényszermunkásainak erejére alapozva kezdték építeni. A Tajseti járásban létesített Tajsetlag rabjai kezdetben főként erdőirtásokon dolgoztak. 1938 májusban ugyanott létrehoztak egy másik szervezeti egységet a vasút építésére; az ehhez tartozó munkatáborok összlétszáma 1938. október 1-jén 15 643 fő volt. A vonalat a tervek szerint 1940-ben helyezték volna üzembe és 1941-ben kellett volna hivatalosan átadni. Az építkezés óriási nehézségei miatt a terv nem teljesülhetett, a további munkát pedig a Szovjetuniót ért német támadás miatt leállították. A Csuna folyóig már nagyjából elkészült sínpályát felszedték és a fronthoz közeli nyugati területen használták fel.
A háború után az Irkutszki területen több Gulag-szervezet is működött. A vasútépítést is a Gulag szervezeti keretében folytatták, de ekkor már meghosszabbított útvonalon: nem csak Bratszkig, hanem a Léna hajózható szakaszáig, Uszty-Kutig. A Tajset–Bratszk szakasz építésén a Tajsetlag alapján szervezett és szigorúságáról elhíresült Ozjornij vagy Ozerlag, másképp: 7. számú Oszobij lager, Oszoblag nevű táborhálózat (1948–1954) elítéltjei, valamint német és japán hadifoglyai dolgoztak. Munkatáboraikat a vonalszakasz teljes hosszában helyezték el és Tajsetből irányították. A Bratszk–Uszty-Kut szakaszt az Angarlag elítéltjei építették, melynek központja Zajarszkban volt (a mai Bratszk körzetében állt település helye a víztározó feltöltésekor víz alá került). A Tajsettől Uszty-Kutig tartó több mint 700 km-es vonal 1951-re készült el, hivatalos átadása csak 1958-ban történt meg. A vasútvonal tette lehetővé többek között a hatalmas bratszki építkezést.
A BAM (további?) építése kelet felé Uszty-Kuttól 1974-ben kezdődött. A  párt ifjúsági szervezete, a Komszomol által meghirdetett felhívásra fiatalok ezrei, valamint a szükséges gépek, anyagok jelentős részben a tajseti csomóponton át áramlottak az építkezés helyszíneire.

## Gazdasága
A szovjet korszakban a vasúthoz kapcsolódó üzemeken kívül is több iparvállalat létesült: építőanyagipari kombinát, hidrolízisüzem, autójavító, vasúti talpfát impregnáló üzem, ruhagyár, élelmiszeripari vállalatok. Javarészük a Szovjetunió felbomlását követő gazdasági válság és tulajdonváltás során megszűnt. A gazdaság alapja továbbra is a vasút maradt.
Az 1970-es években Tajsetben tervezték létrehozni Kelet-Szibéria nagy kohászati kombinátját. Acélkohászatot, hengerművet, csőgyárat készültek építeni. Éppen ennek a tervnek első lépéseként építették Zseleznogorszk-Ilimszkij vasércdúsítóját (1965-ben helyezték üzembe). A terv Tajsetre vonatkozó része azonban nem valósult meg.

### 21. század
A város a transzszibériai vasútvonal két oldalán helyezkedik el. Déli részét faépítésű magánházakból álló utcák alkotják, északi, északkeleti része több emeletes panel lakóházakból kialakított negyedekből áll; ezen a részen van az ipari zóna is.
Tajset mellett 7 km-rel nagy alumíniumgyár létesítését tervezték. A város számára nagy jelentőségű ipari létesítmény építése 2007-ben kezdődött, de 2008 novemberében abbamaradt (feltehetően az akkori pénzügyi válság miatt). Az építtető RUSZAL (Oleg Gyeripaszka érdekeltsége), a világ egyik legnagyobb alumíniumgyártó konszernje a gyár beindítását eredetileg 2013-ra tervezte. 2011-ben folytatták az építést, majd 2013 őszén ismét leállították. 2014 végén a létesítmény egyik részlegének befejezését mérlegelték.